# Oleksandr Mantsevjtj
Oleksandr Mantsevjtj, född den 1 juni 1960 i Kiev i Ukrainska SSR, Sovjetunionen, död 1 november 2000, var en sovjetisk roddare.
Han tog OS-brons i åtta med styrman i samband med de olympiska roddtävlingarna 1980 i Moskva.